# Paolo Sassone-Corsi
Paolo Sassone-Corsi (* 8. Juni 1956 in Neapel; † 22. Juli 2020 in Laguna Beach, USA) war ein italienischer Molekularbiologe. Er erforschte u. a. den Einfluss der Nahrung auf die circadiane Rhythmik und deren Auswirkungen auf das Entstehen von Krebs und Zellalterung. Er war zuletzt Direktor des von ihm gegründeten Zentrums für Epigenetik und Stoffwechselforschung an der University of California, Irvine.

## Leben
Nach dem Besuch des Gymnasiums und dem Biologie-Studium an der Universität Neapel Federico II wechselte Sassone-Corsi im Dezember 1979 – nach bestandenem Doktor-Examen und dank einer Empfehlung von Jean Brachet – als Postdoc ins Labor von Pierre Chambon am Institut de Génétique et de Biologie Moléculaire et Cellulaire (IGBMC) der Universität Straßburg. Chambon galt damals als einer der Pioniere in der Anwendung moderner gentechnischer Verfahren in der Erforschung der Genregulation bei Eukaryoten-Zellen. Bereits ein Jahr später war Sassone-Corsi Co-Autor einer „einflussreichen Publikation“ über eine Promotor-Sequenz bei eukaryotischen, Protein-codierenden Genen.
Im Anschluss an seinen Aufenthalt in Frankreich forschte Paolo Sassone-Corsi von 1986 bis 1989 als Gastwissenschaftler bei Inder Verma am Salk Institute for Biological Studies in La Jolla, USA. Danach ging er zurück nach Straßburg, wo er von 1990 bis 2006 am IGBMC als Directeur de Recherche des Centre national de la recherche scientifique tätig war. In diesen Jahren identifizierte er beispielsweise einen zuvor unbekannten Botenstoff im cAMP-Signalweg – den cAMP responsive element modulator (CREM) – und wies dessen Rolle bei der Spermatogenese und der Apoptose von Urkeimzellen nach. Diese Entdeckung ging einher mit der Beobachtung, dass die Aktivität des CREM-exprimierenden Gens in der Zirbeldrüse einem bestimmten Tagesrhythmus folgt. Hieraus folgten weitere Studien über Zusammenhänge von Genexpression, circadianer Rhythmik und den Folgen gestörter Rhythmen für Krebsentstehung und Zellalterung.
Im Jahr 2006 wurde Sassone-Corsi als Professor und Leiter des Instituts für Pharmakologie an die University of California, Irvine, berufen. Dort gründete er 2011 das Center for Epigenetics and Metabolism (Zentrum für Epigenetik und Metabolismus) mit dem Ziel, deren Zusammenhang mit spezifischen, tageszeitabhängigen Zellaktivitäten zu erforschen. In einem Nachruf von Peter Spork hieß es:
„Der gebürtige Italiener trug entscheidend zur Aufklärung der Frage bei, wie es der Inneren Uhr der Zellen gelingt, die Aktivität vieler Gene und damit den gesamten Zellstoffwechsel im Tag-Nacht-Rhythmus auf und nieder schwanken zu lassen. Er entdeckte mit Kolleg*innen epigenetische Enzyme, die gesteuert von den chronobiologisch aktiven Uhren-Genen ganze Gruppen anderer Gene im 24-Stunden-Zyklus mal mehr, mal weniger leicht aktivierbar machen. Als erster zeigte er, dass das Produkt des Uhren-Gens CLOCK den Histon-Code von Zellen umbaut, indem es als Histonacetyltransferase Acetylgruppen an Histone anlagert. Damit fand er die entscheidende Schnittstelle zwischen zweien der spannendsten Wissenschaften unserer Zeit: der Chronobiologie und der Epigenetik.“
Paolo Sassone-Corsi war seit April 1980 verheiratet mit der Neurobiologin Emiliana Borrelli.

## Ehrungen
(Quelle:)
- EMBO Gold Medal der European Molecular Biology Organization, 1994
- Rosen Medical Research Prize, 1995
- Grand Prix Liliane Bettencourt for Medical Research, 1997
- Prix Charles-Léopold Mayer, 2003
- Edwin B. Astwood Award der Endocrine Society, USA, 2004
- CNRS Silber Medaille des Centre national de la recherche scientifique, 2004
- Endocrine Regulation Prize, 2011
- Leonardo da Vinci Gold Medal der Federazione Medico Sportiva Italiana, 2016
- UCI Distinguished Faculty Award for Research, 2018
- Mitglied der American Association for the Advancement of Science (2018)

## Schriften (Auswahl)
- Paolo Sassone-Corsi, Alan Wildeman und Pierre Chambon: A trans-acting factor is responsible for the simian virus 40 enhancer activity in vitro. In: Nature. Band 313, 1985, S. 458–463, doi: 10.038/313458a0.
- Paolo Sassone-Corsi, William W. Lamph, Mark Kamps und Inder M. Verma: fos-associated cellular p39 is related to nuclear transcription factor AP-1. In: Cell. Band 54, Nr. 4, 1988, S. 553–560, doi:10.1016/0092-8674(88)90077-3.
- Paolo Sassone-Corsi, John C. Sisson und Inder M. Verma: Transcriptional autoregulation of the proto-oncogene fos. In: Nature. Band 334, 1988, S. e14–319, doi:10.1038/334314a0.
- mit diversen anderen: Adrenergic signals direct rhythmic expression of transcriptional represser CREM in the pineal gland. In: Nature. Band 365, 1993, S. 314–320, doi:10.1038/365314a0.
- Ullas Kolthur-Seetharam, Françoise Dantzer, Michael W. McBurney, Gilbert de Murcia und Paolo Sassone-Corsi: Control of AIF-mediated cell death by the functional interplay of SIRT1 and PARP-1 in response to DNA damage. In: Cell Cycle. Band 5, Nr. 8, 2006, S. 873–977, doi:10.4161/cc.5.8.2690.
- Yasukazu Nakahata, Saurabh Sahar, Giuseppe Astarita, Milota Kaluzova, Paolo Sassone-Corsi: Circadian Control of the NAD+ Salvage Pathway by CLOCK-SIRT1. In: Science. Band 324, Nr. 5927, 2009, S. 654–657, doi:10.1126/science.1170803.
- Paolo Sassone-Corsi und Yves Christen (Hrsg.): Epigenetics, Brain and Behavior. Springer International Publishing, 2012, ISBN 978-3642279126.
- mit Erri De Luca: Ti sembra il caso? Schermaglia fra un narratore e un biologo. Verlag Feltrinelli, 2013, ISBN 978-8807491436. (auf Deutsch sinngemäß: Glaubst du, es ist Zufall? Ein Streit zwischen einem Erzähler und einem Wissenschaftler).
- Paolo Sassone-Corsi und Yves Christen (Hrsg.): A Time for Metabolism and Hormones. Springer International Publishing, 2016, ISBN 978-3-319-80067-7.

## Belege
1. ↑  Nachruf: Message from the UCI School of Medicine Office of the Dean, Michael J. Stamos, M.D. Auf: forevermissed.com
2. 1 2   Nachruf: Paolo Sassone-Corsi. Auf: newsletter-epigenetik.de vom 24. Juli 2020.
3. 1 2  Selma Masri, Colin R. Goding und Todd Leff: Paolo Sassone-Corsi (1956–2020). In: Cell. Band 182, Nr. 6, 2020, S. 1363–1365, doi:10.1016/j.cell.2020.08.019, Volltext (PDF).
4. ↑  J. Corden, B. Wasylyk, A. Buchwalder, P. Sassone-Corsi, C. Kedinger und P. Chambon: Promoter sequences of eukaryotic protein-coding genes. In: Science. Band 209, Nr. 4463,1980, S. 1406–1414, doi:10.1126/science.6251548.
5. ↑  Paolo Sassone-Corsi: Transcription Factors Responsive to cAMP. In: Annual Review of Cell and Developmental Biology. Band 11, 1995, S. 355–377, doi:10.1146/annurev.cb.11.110195.002035.
6. ↑  Eric Verdin: Paolo Sassone-Corsi (1956–2020). In: Science. Band 370, Nr. 6516, 2020, S. 532, doi:10.1126/science.abe9149.
7. ↑  UCI – Faculty Awards 2019, S. 18 f.

| Personendaten    | Personendaten                    |
| ---------------- | -------------------------------- |
| NAME             | Sassone-Corsi, Paolo             |
| KURZBESCHREIBUNG | italienischer Molekularbiologe   |
| GEBURTSDATUM     | 8. Juni 1956                     |
| GEBURTSORT       | Neapel                           |
| STERBEDATUM      | 22. Juli 2020                    |
| STERBEORT        | Laguna Beach, Vereinigte Staaten |